# EA Sports WRC
EA Sports WRC ist ein Auto-Rennsport-Simulator der von EA Sports am 3. November 2023 veröffentlicht und von Codemasters entwickelt wurde. Das Spiel hat die Lizenz des World Rally Championship und dreht sich dementsprechend um den Rallyesport.

## Spielprinzip
Der Spieler kann in der Rallye-Weltmeisterschaft und WRC2 antreten und dabei in 18 WRC-Rallyes fahren. Das Spiel beinhaltet über 70 lizenzierte Rennwagen, manche aus der aktuellen Weltmeisterschaft wie der Hyundai i20 N, andere aus älteren Serien wie der Audi Sport quattro S1.
Ebenfalls enthalten ist ein Modus, bei dem der Spieler seinen eigenen Wagen aus verschiedenen Teilen selbst bauen kann.

## Entwicklung
Anstelle der hauseigenen EGO Engine setzte Codemasters auf Unreal Engine 4, die zum Entwicklungszeitpunkt die Vorgängerversion der aktuellen Veröffentlichung darstellte. Ende Juli 2024 erschien eine Saisonerweiterung für die Rallye-Weltmeisterschaft 2024.

## Rezeption
Eurogamer lobte den Baumodus für eigene Fahrzeuge. Codemasters sei eine gute Balance bei der Einsteigerfreundlichkeit gelungen: Das Spiel sei fordernd, aber selten frustrierend. PC Games lobte den motivierenden Karrieremodus. GAMES.CH kritisierte die wenig spektakuläre Optik. Strecken und Fahrzeuge seien hingegen ausgezeichnet simuliert. Gamereactor lobte das Fahrverhalten insbesondere Force Feedback. Die Gestaltung der Menüs sei hingegen langweilig. Das Preis-Leistungs-Verhältnis der Erweiterung WRC 2024 wurde schlecht bewertet.